# سیارک ۶۹۵۹
سیارک ۶۹۵۹ (به انگلیسی: 6959 Mikkelkocha، نامگذاری:1988VD1) شش هزار و نهصد و پنجاه و نهمین سیارک کشف شده‌است که در ۳ نوامبر ۱۹۸۸ کشف شد.
قدر مطلق سیارک برابر ۶۴.۵ است.